# Lipce Reymontowskie (gemeente)
De gemeente Lipce Reymontowskie is een landgemeente in het Poolse woiwodschap Łódź, in powiat Skierniewicki.
De zetel van de gemeente is in Lipce Reymontowskie.
Op 30 juni 2004 telde de gemeente 3359 inwoners.

## Oppervlakte gegevens
In 2002 bedroeg de totale oppervlakte van gemeente Lipce Reymontowskie 42,7 km², waarvan:
- agrarisch gebied: 76%
- bossen: 17%

De gemeente beslaat 5,65% van de totale oppervlakte van de powiat.

## Demografie
Stand op 30 juni 2004:
| Omschrijving                   | Totaal | Totaal | Vrouwen | Vrouwen | Mannen | Mannen |
| ------------------------------ | ------ | ------ | ------- | ------- | ------ | ------ |
| eenheid                        | aantal | %      | aantal  | %       | aantal | %      |
| inwoners                       | 3359   | 100    | 1733    | 51,6    | 1626   | 48,4   |
| bevolkingsdichtheid (inw./km²) | 78,7   | 78,7   | 40,6    | 40,6    | 38,1   | 38,1   |

In 2002 bedroeg het gemiddelde inkomen per inwoner 1375,68 zł.

## Administratieve plaatsen (sołectwo)
Chlebów, Drzewce, Lipce Reymontowskie, Mszadla, Retniowiec, Siciska, Wola Drzewiecka, Wólka Krosnowska, Wólka Podlesie.

## Aangrenzende gemeenten
Dmosin, Godzianów, Łyszkowice, Maków, Rogów, Słupia